# Acción Contra el Hambre
Acción contra el Hambre es una organización no gubernamental que lucha contra las causas y los efectos del hambre.

## Historia
Fundada en Francia por  grupo de doctores, científicos, y escritores franceses con una misión: terminar con el hambre en el mundo. El físico ganador del premio Nobel Alfred Kastler fue el primer presidente de la organización.
Acción contra el Hambre se movilizó inicialmente para proporcionar ayuda a los refugiados afganos en Pakistán, a las comunidades más vulnerables de Uganda y a los refugiados camboyanos en Tailandia. Posteriormente se expande para abordar necesidades humanitarias en África, Oriente Medio, Asia y los Balcanes durante los años 1980 y 1990. El Comité Científico Internacional de Acción contra el Hambre fue pionera en la introducción la fórmula de la leche terapéutica F100, que hoy es utilizada por todas las organizaciones humanitarias importantes en el tratamiento de la desnutrición aguda.
Alrededor de 500 cooperantes y 8.000 trabajadores trabajan en la Red Internacional Acción contra el Hambre en más de cuarenta y cinco países, coordinados desde las sedes de París, Madrid, Londres, Nueva York, Montreal, Roma y Berlín en torno a cuatro ejes de intervención: nutrición, salud, seguridad alimentaria y agua y saneamiento.
En 2006, la organización fue objeto de la mayor matanza sufrida nunca por una ONG, cuando 17 de sus empleados en Sri Lanka fueron asesinados en la conocida como masacre de Muttur, en un acto desarrollado durante la Guerra Civil de Sri Lanka del que se culparon mutuamente la guerrilla tamil y el Ejército de Sri Lanka, a quien la mayoría de acusaciones atribuyen la matanza.

## Intervenciones
Acción contra el Hambre interviene:
1. En caso de crisis grave, de origen natural o humano, que amenace la seguridad alimentaria o provoque una situación de hambruna.
2. En caso de desestructuración del tejido social ligada a razones internas o externas que pongan a ciertas poblaciones en situación de extrema vulnerabilidad.
3. Allí donde la asistencia humanitaria se convierte en cuestión de supervivencia

Las intervenciones de Acción contra el Hambre se sitúan antes (programas de prevención), durante (programas de emergencia) o después de la crisis (programas de rehabilitación).

## Ejes de intervención

### Nutrición
Todos los años doce millones de niños mueren antes de cumplir los cinco años de vida por enfermedades que en los países desarrollados están controladas y pueden ser prevenidas. Más de la mitad de la mortalidad infantil se debe a problemas relacionados con la desnutrición. Esto la convierte en uno de los problemas de salud pública más importantes en los países en vías de desarrollo. 
Los programas de nutrición tienen una doble finalidad: prevenir y luchar contra la desnutrición de las poblaciones más vulnerables. Para ello Acción contra el Hambre los desarrolla en torno a cinco enfoques: Recuperación nutricional en Centros de Nutrición Terapéutica (CNT); Centros de Nutrición Suplementaria (CNS); Educación nutricional; Seguimiento del estado nutricional y Refuerzo de la estructura de asistencia nutricional.

### Salud
La mortalidad infantil, los problemas de salud materna, el VIH/sida, la malaria y otras enfermedades tienen numerosos puntos de encuentro con la desnutrición. Una persona desnutrida tiene un organismo debilitado, más posibilidades de contraer enfermedades y menos defensas para afrontarlas. Un cuerpo enfermo tiene más posibilidades de caer en una situación de desnutrición. Una comunidad enferma tendrá menos capacidad de trabajo y pondrá en riesgo su seguridad alimentaria y la de sus descendientes. Hambre y enfermedad constituyen, de esta manera, un círculo vicioso.
Acción contra el Hambre trabaja en la prevención y tratamiento de las enfermedades más importantes en los países en desarrollo a través de: atención médica en urgencias nutricionales; atención primaria de salud; programas de salud materno infantil, de vacunación, de medicamentos esenciales y de educación para la salud.

### Agua y Saneamiento
El 80% de las patologías en el mundo están relacionadas con enfermedades ligadas al agua. Cuatro millones de personas, en su mayoría niños, mueren al año a causa de éstas enfermedades. En el caso específico de la desnutrición, un niño que no consuma agua en cantidad y calidad adecuada puede sufrir procesos diarreicos crónicos que le impidan asimilar y absorber los nutrientes de los alimentos.
El fin último de los proyectos de agua y saneamiento está ligado a la mejora de las condiciones de vida de las comunidades, a través de varios objetivos básicos como la disminución de los riesgos de propagación de enfermedades ligadas al agua o la mejora de la durabilidad y la sostenibilidad de los sistemas de agua y saneamiento.

### Seguridad Alimentaria
Los programas de seguridad alimentaria pretenden evitar y prevenir de forma sostenible la subnutrición reforzando para ello la autonomía alimentaria de las poblaciones más vulnerables. Acción contra el Hambre los lleva a cabo a través de diversas vías como la ayuda alimentaria, la recuperación agrícola y ganadera, la protección de población en riesgo, el desarrollo agrícola y ganadero y las actividades generadoras de ingreso.

## Órgano de gobierno
Tras la fusión de Acción contra el Hambre y Fundación Luis Vives en 2013 el patronato pasa a estar presidido por José Luis Leal Maldonado y su vicepresidente Emilio Aragón.